# Équipe cycliste CCN
L'équipe cycliste CCN est une équipe cycliste de Singapour, qui a également été basée à Brunei et au Laos. Elle est active entre 2012 et 2019 et court avec une licence d'équipe continentale entre 2012 et 2016, ainsi que lors de la saison 2018. Pour sa dernière année en 2019, elle repasse chez les amateurs et est renommée Nex Cycling Team.

## Classements UCI
L'équipe participe aux épreuves des circuits continentaux et principalement les courses du calendrier de l'UCI Asia Tour. Le tableau ci-dessous présente les classements de l'équipe sur les circuits, ainsi que son meilleur coureur au classement individuel.
UCI America Tour
| Saison | Classement par équipes | Meilleur coureur au classement individuel |
| ------ | ---------------------- | ----------------------------------------- |
| 2012   | 42e                    | John Ebsen (42e)                          |

UCI Asia Tour
| Saison | Classement par équipes | Meilleur coureur au classement individuel |
| ------ | ---------------------- | ----------------------------------------- |
| 2012   | 29e                    | John Ebsen (80e)                          |
| 2013   | 21e                    | Loh Sea Keong (63e)                       |
| 2014   | 14e                    | Roman van Uden (23e)                      |

UCI Europe Tour
| Saison | Classement par équipes | Meilleur coureur au classement individuel |
| ------ | ---------------------- | ----------------------------------------- |
| 2014   | 125e                   | Roman van Uden (1057e)                    |

## Nex en 2019

### Effectif
| Cycliste        | Date de naissance | Nationalité | Équipe 2018   |  |
| --------------- | ----------------- | ----------- | ------------- |  |
| Konstantin Fast | 28 août 1976      | Russie      | Nex CCN       |  |
| Robert Müller   | 8 août 1986       | Allemagne   | Nex CCN       |  |
| Edgar Nohales   | 28 juillet 1986   | Espagne     | Ningxia       |  |
| Projo Waseso    | 25 septembre 1987 | Indonésie   | Java-Partizan |  |
| Jordi Slootjes  | 24 septembre 1995 | Pays-Bas    | ControlPack   |  |